# Листувата
Листува́та — одна з вершин в Українських Карпатах. Належить до гірського масиву Гринявських гір. Розташована у межах Верховинського району Івано-Франківської області.

## Параметри
Висота гори — 1525 м. Поверхня округла, схили середньої крутизни. Складається з пісковиків. Вкрита різнотравно-злаковими луками, що формуються на дерново-буроземних ґрунтах. Подекуди — фрагменти біловусових і чорницевих пустищ. Луки використовують як пасовища.